# Európai kultúra napja
Az európai kultúra napja rendezvény a Falvak Kultúrájáért Alapítvány kezdeményezésére – öt ország civilszervezeteinek összefogásával – jött létre 2008-ban. A minden évben szeptember 20-án rendezendő esemény be kívánja mutatni az egyenrangú kultúrák együttműködtethetőségét és egymás melletti fejleszthetőségét.
Az együttműködők és a kulturális események tekintetében egyaránt bővülő program a tervek szerint évente változó helyszíneken megszervezett központi programból, valamint – az ünnepnapon és az azt következő négy hétben – a kultúra főbb ágait felölelő, multikulturális kulturális eseménysorozatból áll. Az esemény összekapcsolódik nemzetközi kapcsolatok teremtésével és elismerések átadásával.

## Alapítói
A szlovákiai Nagykövesden 2008. április 30-án – az Európai Unió kibővítésének évfordulója alkalmából – együttműködési szerződést írtak alá az európai kultúra napja hagyományteremtő megrendezése érdekében a következő civil szervezetek:
- a Bodrogköz Kultúrájáért Polgári Társulás (Szlovákia, Nagykövesd),
- a Falvak Kultúrájáért Alapítvány (Budapest),
- a Danton Művészeti Egyesület (Szolnok),
- a Kárpátok Művészeti és Kulturális Egyesület (Nyíregyháza),
- a Szlovén Fafaragók és Faszobrászok Szövetsége (Szlovénia, Slivnica pri Mariboru),
- a Tavirózsák Társaság (Szlovákia, Bodrogszerdahely),
- a Túrkevéért Alapítvány (Túrkeve).

A felhíváshoz csatlakozott:
- a Határok-nélküli Kulturális Együttműködésért Egyesület (Románia, Torda),
- az Ukrán Magyar Kulturális Együttműködési Társaság (Ukrajna, Rahó).

## Története
2008. szeptember 20-án a Szabolcs-Szatmár-Bereg megyei Aranyosapátiban rendezték meg első alkalommal az európai kultúra napját. A nemzetközi rendezvény célja volt, hogy felhívja a figyelmet az egyenrangú kultúrák párbeszédének fontosságára. A Kultúra Lovagrendje emlékparkjában négy ország 9 személyiségének – az egyetemes és a magyar kultúra posztumusz avatott és az elmúlt év során elhunyt lovagjainak – tiszteletére emlékoszlopot állítottak.
Az emléknapon újraszentelték a második világháborúban elesett román és magyar katonák felújított tömegsírját a Vásárosnaményhoz tartozó Perényitanyán. Beszédet mondott Romocea Francisc, Románia magyarországi véderőattaséja.